# Birgit Schnieber-Jastram
Birgit Schnieber-Jastram (ur. 4 lipca 1946 w Hamburgu) – niemiecka polityk i samorządowiec, była posłanka do Bundestagu, deputowana do Parlamentu Europejskiego VII kadencji.

## Życiorys
W 1966 ukończyła studia w wyższej szkole handlowej (Handelsschule) w Hamburgu. Do końca lat 70. pracowała w branży reklamy i public relations, wykonywała też zawód redaktora. W 1981 wstąpiła do Unii Chrześcijańsko-Demokratycznej, od 1992 pełni funkcję wiceprzewodniczącej partii w Hamburgu. Od 1983 prowadziła biuro parlamentarne Volkera Rühe, od 1986 do 1994 sprawowała mandat radnej Hamburga. W latach 1994–2001 była deputowaną do Bundestagu.
W latach 2001–2008 zasiadała w hamburskim Senacie. Od 2004 zajmowała stanowisko drugiego zastępcy burmistrza.
W wyborach w 2009 z listy CDU uzyskała mandat posłanki do Parlamentu Europejskiego VII kadencji. Przystąpiła do grupy Europejskiej Partii Ludowej, weszła w skład Komisji Rozwoju.